# パーイ空港
パーイ空港（パーイくうこう、タイ語 : ท่าอากาศยานปาย 、英語 : Pai Airport）は、タイ王国北部、メーホンソーン県パーイ郡にある空港。

## 施設
滑走路は01/19方向に1,000m (3,280 ft) の長さの物が1本ある。誘導路は無く航空機は滑走路の両端で折り返す。

## 就航航空会社と就航都市
カン・エアが唯一就航していたが、2017年4月に同社が運航停止以降本空港には定期便の就航はない。